# Wapen van 's-Gravenpolder

Wapen van 's-Gravenpolder

Het wapen van 's-Gravenpolder werd op 31 juli 1817 bevestigd door de Hoge Raad van Adel aan de Zeeuwse gemeente 's-Gravenpolder. Per 1970 ging 's-Gravenpolder op in de gemeente Borsele. Het wapen van 's-Gravenpolder is daardoor definitief komen te vervallen als gemeentewapen.

## Blazoenering
De blazoenering van het wapen luidde als volgt:
In zilver een adelaar van sabel, met een zoom van azuur, beladen met 8 penningen van zilver.
De heraldische kleuren zijn zilver (wit), sabel (zwart) en azuur (blauw). In het register van de Hoge Raad van Adel zelf wordt geen beschrijving gegeven, wel een afbeelding.

## Verklaring
Het gemeentewapen van 's-Gravenpolder vormde eerder het wapen van heerlijkheid 's-Gravenpolder. Dit is op zijn beurt het wapen van de baronnen Van Polheim, die korte tijd heren van 's-Gravenpolder zijn geweest.